# Éléonore-Charlotte de Saxe-Lauenbourg-Franzhagen
 (juillet 2021).
Éléonore Charlotte de Saxe-Lauenbourg-Franzhagen (allemand : Eleonore Charlotte von Sachsen-Lauenburg; 8 août 1646 à Marienfließ en Poméranie; 26 janvier 1709 à Franzhagen Château, Schulendorf) est une duchesse de Saxe-Lauenbourg par la naissance et, par son mariage, duchesse de Schleswig-Holstein-Sonderbourg-Franzhagen.

## Biographie
Éléonore Charlotte est la plus jeune des deux filles de François-Henri de Saxe-Lauenbourg (1604-1658), qui tient Franzhagen comme Apanage, de son mariage avec Marie Juliane (1612-1665), fille de Jean VII de Nassau-Siegen.
Elle épouse le 1er novembre 1676 Christian Adolphe de Schleswig-Holstein-Sonderbourg-Franzhagen (1641-1702). Après la mort de sa sœur aînée Erdmuthe-Sophie en 1689, Éléonore Charlotte devient l'héritière de Franzhagen avec le château. En 1667 Christian Adolphe fait faillite, et le roi Frédéric III de Danemark en tant que seigneur féodal rétracte le fief. Éléonore Charlotte se rend à Copenhague, et négocie personnellement, mais sans succès, avec le roi pour récupérer les territoires. Son conjoint reçoit une pension annuelle, ce qui aide le couple à financer un mode de vie princier.
Après la mort de son cousin Jules François, le dernier duc de Saxe-Lauenbourg, Éléonore Charlotte - comme ses filles Anne-Marie-Françoise de Saxe-Lauenbourg et Françoise-Sibylle de Saxe-Lauenbourg - fait valoir en vain qu'elle devait hériter. Après que Georges-Guillaume de Brunswick-Lunebourg, Prince de Celle, ait annexé Saxe-Lauenbourg, Éléonore Charlotte conserve son domaine de la Terre de Hadeln, qui, cependant, est sous suzeraineté impériale. Toutefois, en vertu de la loi salique, les femmes ne sont pas autorisées à hériter.
Le couple s'installe au château de Franzhagen dans le duché de Saxe-Lauenbourg, dont Éléonore Charlotte a hérité, fondant ainsi la lignée de Schleswig-Holstein-Sonderbourg-Franzhagen. Après la mort de son mari, Éléonore Charlotte garde le château comme Douaire, parce que ses deux fils ont contracté un Mariage morganatique.

## Descendants
De son mariage, Eléonore Charlotte a :
- Léopold Christian de Schleswig-Holstein-Franzhagen (1678-1707), duc de Schleswig-Holstein-Sonderbourg-Franzhagen, marié morganatiquement à Anne Sophie Segelke (née en 1684); les enfants ne sont pas autorisés à hériter de Franzhagen
- Enfant mort-né (1679-1679)
- Louis Charles de Schleswig-Holstein-Franzhagen (1684-1708), duc de Schleswig-Holstein-Sonderbourg-Franzhagen, marié morganatiquement en 1705 à Barbara Dorothée von Winterfeld:(1670-1739); leur premier fils Christian II Adolphe (1708-1709) est rendu dynaste, ce qui lui permet d'hériter de Franzhagen
- Jean-François (1685-1687)